# Álvaro Rodríguez (football)
Pour les articles homonymes, voir Álvaro Rodríguez.
Álvaro Rodríguez, né le 14 juillet 2004 à Palamós en Espagne, est un footballeur uruguayen qui joue au poste d'attaquant au Elche CF.

## Biographie

### En club
Né à Palamós en Espagne, Álvaro Rodríguez commence le football au Global Palamós puis joue pour le Gironès-Sàbat avant d'être est formé par le Girona FC. Il rejoint le Real Madrid en 2020, où il poursuit sa formation.
Rodríguez joue son premier match avec l'équipe première du Real Madrid le 3 janvier 2023, lors d'une rencontre de coupe d'Espagne face au CP Cacereño. Il entre en jeu et son équipe s'impose par un but à zéro,. Álvaro Rodríguez inscrit son premier but en équipe première le 25 février 2023, contre l'Atlético de Madrid, en championnat. Entré en cours de match, il inscrit le but égalisateur de la tête sur un service de Luka Modrić et permet à son équipe d'obtenir le point du match nul (1-1 score final),. Ce but fait de lui le plus jeune buteur dans le derby madrilène au 21e siècle, à 18 ans et 226 jours.

### En sélection
Né en Espagne, Álvaro Rodríguez est également éligible pour représenter l'Uruguay, son père étant uruguayen.
Lors de l'été 2022 il est retenu avec l'équipe d'Espagne des moins de 18 ans pour participer aux Jeux méditerranéens.
Il est convoqué avec l'équipe d'Uruguay des moins de 20 ans pour participer au Championnat d'Amérique du Sud des moins de 20 ans qui a lieu en janvier et février 2023,. L'Uruguay termine deuxième, et donc finaliste de la compétition après sa défaite face au Brésil (2-0),.
Le 29 mars 2023, Álvaro Rodríguez fait part de son choix de représenter l'Uruguay plutôt que l'Espagne.

## Vie privée
Álvaro Rodríguez est le fils de Coquito (en), ancien footballeur international uruguayen.

## Palmarès
Uruguay -20 ans
- Championnat de la CONMEBOL des moins de 20 ans
  - Finaliste en 2023
  - Real Madrid
  - Vainqueur de la Coupe d'Espagne de football 2023
  - Champion  d'Espagne 2024